# Emmanuel de Rougé
Olivier-Charles-Camille-Emmanuel de Rougé, conocido como el “vizconde de Rougé”, (París, 11 de abril de 1811-Château de Bois-Dauphin en Précigné (Sarthe), 27 de diciembre de 1872) fue un egiptólogo y filólogo, francés, miembro de la familia de Rougé.

## Biografía
Era hijo de Augustin Charles Camille de Rougé, conocido como 'el Conde de Rougé' y de Adélaïde Charlotte Colombe de La Porte de Riantz. Se casó con Valentine de Ganay, hija de Anthelme de Ganay y sobrina nieta de Jacques Marquet de Montbreton de Norvins.
Sucedió a Jean-François Champollion en la cátedra de Egiptología, que permaneció vacante durante seis años tras la muerte del descubridor de los jeroglíficos egipcios y la de su asistente Nestor L'Hôte y, mientras que Charles Lenormant asumió la dirección del Cabinet des Médailles ("Gabinete de Medallas"), fue Jean-Jacques Ampère quien sugirió el nombre de Emmanuel de Rougé para esta sucesión. A partir de entonces, el vizconde de Rougé continuará la obra iniciada por Champollion y, en primer lugar, se esforzará por volver a atribuir a Champollion la paternidad de las obras y sus descubrimientos, socavados por Ippolito Rosellini y Francesco Salvolini, rindiendo así homenaje a su predecesor.
Conservador del departamento de Antigüedades Egipcias en el Museo del Louvre, desde octubre de 1863 hasta junio de 1864, Emmanuel de Rougé visitó Egipto, encargado de descifrar textos jeroglíficos. Le acompañaron su hijo Jacques (1841-1923) y el vizconde Aymard de Banville, fotógrafo aficionado. Fueron los primeros en utilizar la fotografía en arqueología, y la avanzada técnica de Banville permitió restaurar una imagen cuya nitidez era muy superior a la de otros trabajos de la época. Sus fotografías fueron publicadas en 1865 por Samson, y el álbum es uno de los documentos más importantes de la arqueología egipcia.
Fue miembro de la orden de la Legión de Honor, miembro de la Academia de Inscripciones (1853), conservador del Museo Egipcio del Museo del Louvre (1849), Consejero de Estado (1854) y profesor de arqueología egipcia en el Collège de France (1864). Es autor de varios libros sobre el Antiguo Egipto y su historia.
El 4 de abril de 1856 colaboró en la fundación de la Œuvre des Écoles d'Orient, actualmente conocida como L'Œuvre d'Orient, siendo miembro de su primer Consejo General el 25 de abril de 1856. Fue el último senador del Segundo Imperio nombrado por el emperador Napoleón III, antes de la derrota de Sedán, que impidió su promulgación.
Existen bustos del vizconde en el Louvre y en el Museo de El Cairo en Egipto.

## Distinciones
- Comendador de la Legión de Honor (12 de agosto de 1868)[4]

## Principales publicaciones
- Examen de l'ouvrage du chevalier Bunsen, la place de l'Égypte dans l'humanité, Artículos publicados en los Annales de philosophie chrétienne (años 1846-1847).
- Mémoire sur l'inscription du tombeau d'Ahmès, chef des nautoniers (1851).
- Le Poème de Pentaour (1861).
- Rituel funéraire des anciens égyptiens (1861-1863).
- Recherches sur les monuments qu'on peut attribuer aux six premières dynasties de Manéthon (1865).
- Mémoire sur les attaques dirigées contre l'Égypte par les Peuples de la Méditerranée, vers le XIVe siècle avant notre ère (1867), extractos publicados en el volumen 16 de la Revue archéologique en 1867.
- Chrestomathie égyptienne, ou Choix de textes égyptiens transcrits, traduits et accompagnés d'un commentaire perpétuel et précédés d'un abrégé grammatical (1867-1876).
- Inscriptions hiéroglyphiques copiées en Égypte pendant la mission scientifique de M. le Vte Emmanuel de Rougé, publiées par M. le Vte Jacques de Rougé (4 volúmenes, 1877-1879).
- Œuvres diverses (6 volúmenes, 1907-1918).[5]